# اندیس رودبار
رودبار یک اندیس غیرفلزی است که در حوالی شهر علی‌آباد استان مازندران قرار دارد و مادهٔ معدنی موجود در آن، باریت است.